# Regimento de Dal
O Regimento de Dal (em sueco Dalregementet; também designado pela sigla I 13) é uma unidade de infantaria do Exército da Suécia, aquartelada na cidade de Falun, no centro do país.

O regimento foi desativado em 2000, e reativado em 2021, após uma decisão parlamentar em 2020 (riksdagens försvarsbeslut 2020).

Está vocacionado para formar e treinar ”unidades de combate que contribuam para a defesa e segurança imediata da Suécia”. Prepara 2 batalhões independentes de atiradores, para, entre outras missões, assegurar as ligações com a Noruega.

O seu pessoal é constituído por 130 efetivos, incluindo oficiais profissionais, militares em serviço permanente e funcionários civis.

## História
O atual Regimento de Dal tem as suas origens em 1542, tendo recebido o nome de Regimento de Dal em 1625, e adquirido o número 13 em 1816.                 
Participou em várias batalhas, entre as quais a Lützen (1632), a Narva (1700) e a Poltava (1709).